# Леотар (футбольний клуб)
Футбольний клуб Леотар Требинє або просто Леотар (серб. Фудбалски клуб Леотар Требиње) — професійний боснійський футбольний клуб із міста Требинє в Республіці Сербській.

## Історія
Заснований у 1925 році в Королівстві Сербів, Хорватів та Словенців, клуб служив плацдармом для багатьох гравців, які переходили до набагато іменитих клубів. «Леотар» жодного разу не виходив до Першої ліги Югославії.
«Леотар» брав участь у Східній групі першого в історії розіграшу Першої ліги Республіки Сербської в сезоні 1995/96 років, але не зміг вийти до фінальної частини. У сезоні 2001/02 років «Леотар» виграв останній розіграш Чемпіонату Республіки Сербської, після чого всі клуби увійшли до єдиного національного чемпіонату. У своєму першому сезоні в національній лізі в сезоні 2002/03 років, «Леотар» став першим чемпіоном Боснії та Герцеговини, це чемпіонство стало єдиним в історії клубу, до того ж «Леотар» завадив сараєвському «Желєзнічару» втретє поспіль стати чемпіоном, «Леотар» набрав 85 очок, а «Желєзнічар» — 82. Наступного сезону клуб опустився на четверте місце.
У наступному сезоні «Леотар» виступав у кваліфікації Лізі чемпіонів УЄФА 2003/04. Клуб переграв «Гревенмахер» із Люксембургу в першому кваліфікаційному раунді, але поступився чеській Славії двічі з однаковим рахунком — 1:2 у другому кваліфікаційному раунді.

## Досягнення
- Прем'єр-ліга Боснії і Герцеговини:
  - Чемпіон: 2002/03
- Перша ліга Республіки Сербської:
  - Чемпіон: 2001/02
- Кубок Республіки Сербської:
  - Володар: 2002, 2004

## Статистика виступів у єврокубках
| Сезон   | Змагання       | Раунд | Суперник       | Вдома | На виїзді | Підсумок |
| ------- | -------------- | ----- | -------------- | ----- | --------- | -------- |
| 2003/04 | Ліга чемпіонів | КвР1  | Гревенмахер    | 2–0   | 0–0       | 2–0      |
| 2003/04 | Ліга чемпіонів | КвР2  | Славія (Прага) | 1–2   | 0–2       | 1–4      |

## Відомі гравці
- Боян Симич
- Бранислав Крунич

## Відомі тренери
| - Жарко Неделькович - Марсель Жиганте - Міодраг Раданович - Мілан Йовин - Владимир Пецель - Браян Ненежич - Срджан Баїч (1 липня 2007 – 3 вересня 2009) - Борче Средоєвич (4 вересня 2009–20 січня 2010) - Горан Скакич (21 січня 2010 – 3 вересня 2010) - Вукашин Вишнєвац (7 вересня 2010–25 жовтня 2010) | - Драган Спаїч (28 Oct 2010 – 30 June 2011) - Славко Йович (8 June 2011 – Sept 2, 2011) - Богдан Корак (Sept 2, 2011–21 Dec 2011) - Борче Средоєвич (21 грудня 2011 – 6 липня 2012) - Владимир Гачинович (9 липня 2012 – 6 червня 2013) - Драган Спаїч (8 липня 2013 – 18 лютого 2014) - Владимир Гачинович (18 лютого 2014 – 17 березня 2014) - Дам'ян Раткович (21 липня 2014–) - Райко Мичета |